# Glochidion cyrtophyllum
Glochidion cyrtophyllum är en emblikaväxtart som beskrevs av Friedrich Anton Wilhelm Miquel. Glochidion cyrtophyllum ingår i släktet Glochidion och familjen emblikaväxter.
Artens utbredningsområde är Sumatera. Inga underarter finns listade i Catalogue of Life.